# Рубіж (Логойський район)
Рубіж — (біл. вёска Рубеж), село (веска) в складі Логойського району розташоване в Мінській області Білорусі, підпорядковане Околовській сільській раді.
Село Рубіж розташоване в центральних районах Білорусі, в північній частині Мінської області - орієнтовне розташування.